# Холансберг (Охајо)
Холансберг (енгл. Hollansburg) град је у америчкој савезној држави Охајо.

## Демографија
По попису из 2010. године број становника је 227, што је 13 (6,1%) становника више него 2000. године.
| Група             | 2000.       | 2010.       |
| Белци             | 210 (98,1%) | 212 (93,4%) |
| Афроамериканци    | 0 (0,0%)    | 1 (0,4%)    |
| Азијати           | 0 (0,0%)    | 0 (0,0%)    |
| Хиспаноамериканци | 0 (0,0%)    | 3 (1,3%)    |
| Укупно            | 214         | 227         |